# Alexei Wiktorowitsch Kallima

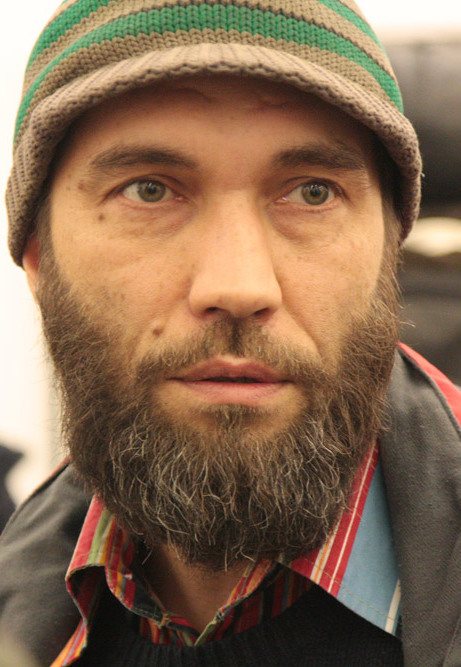
Alexei Kallima (2013)

Alexei Wiktorowitsch Kallima (russisch Алексей Викторович Каллима; * 1969 in Grosny, Sowjetunion) ist ein russischer Zeichner.

## Leben
Er wurde in den Jahren 1984 bis 1988 in Krasnodar an der dortigen Kunsthochschule in den Fächern Malerei und Zeichnung ausgebildet. Anfang der 1990er Jahre wurde er in Grosny Zeitzeuge des ersten Tschetschenien-Krieges und des Sturms auf die Stadt. Danach ging er nach Moskau, wo er seit dem Jahre 2001 Kurator der Galerie France ist.
Kallimas großformatigen Bilder werden überwiegend in Mischtechnik zum Beispiel mit Bleistift, Kohle und Rötel ausgeführt. Themen sind der Krieg und der Wahnsinn des Krieges. Wichtig sind ihm die Menschen Tschetscheniens. Kallima stellt sie ohne historische oder folkloristische Bezüge dar. Kallima lebt in Moskau.

## Einzelausstellungen
- 2001: Aktion Tschetschenen bei der Art Moskwa.

Nach Ausstellungen in Moskau und New York wurde in der Galerie Marat Guelmann in Moskau unter anderem sein Zeichnungszyklus Tschetschenisches Fallschirmspringer-Frauenteam aus den Jahren 2008 bis 2010 gezeigt. Er lebt in Moskau.